# Ябгу
Ябгу или йабгу (др. тюрк. ‏𐰖𐰉𐰍𐰆‎; jabɣu, yabgu, реже yabghu) — западно-тюркский титул верховного правителя. Предположительно, титул происходит из кушанского «явуга». Титул «явуга» (кит. еху 葉護), согласно цз. 231, ч. 2 «Си Юй» (Западный Край) китайской династийной истории «Синь Тан шу» (Новая история династии Тан) носили в VI—VII в. правители Тохаристана, подчинившиеся туцзюэ (тюркам рода Ашина).
Одно из последних упоминаний об использовании этого титула вне тюркской среды относится к середине периода Тан — тохарский явуга Ши-ли-мань-це-ло в середине VIII в. просил у танского императора помощи в борьбе с кочевниками. Туцзюэ, скорее всего, переняли этот титул у ираноязычных правителей разрозненных тохарских владений в VI в.
Относительно правителя западнотюркских владений в китайских источниках упоминается титул ябгу-каган (кит. еху-кэхань 葉護).
Как указано в переводе «Записки» Ибн Фадлана историком А. П. Ковалевским: «царя тюрок огузов называют ябгу и это — титул повелителя». Али-Ябгу, по огузским преданиям, был царем тюрок-огузов и правителем Янгикента в X веке.
Титул «ябгу» встречается и в памятниках древнекыргызской письменности в виде словосочетания «altaj jabɣu» (Ябгу Алтая). Вероятно, титул «ябгу» не был автохтонным для енисейских кыргызов, ему соответствовал титул «огя».